# Henri Alleg
Henri Alleg pseudonimo di Henri Salem (Londra, 20 luglio 1921 – Parigi, 17 luglio 2013) è stato un giornalista francese.

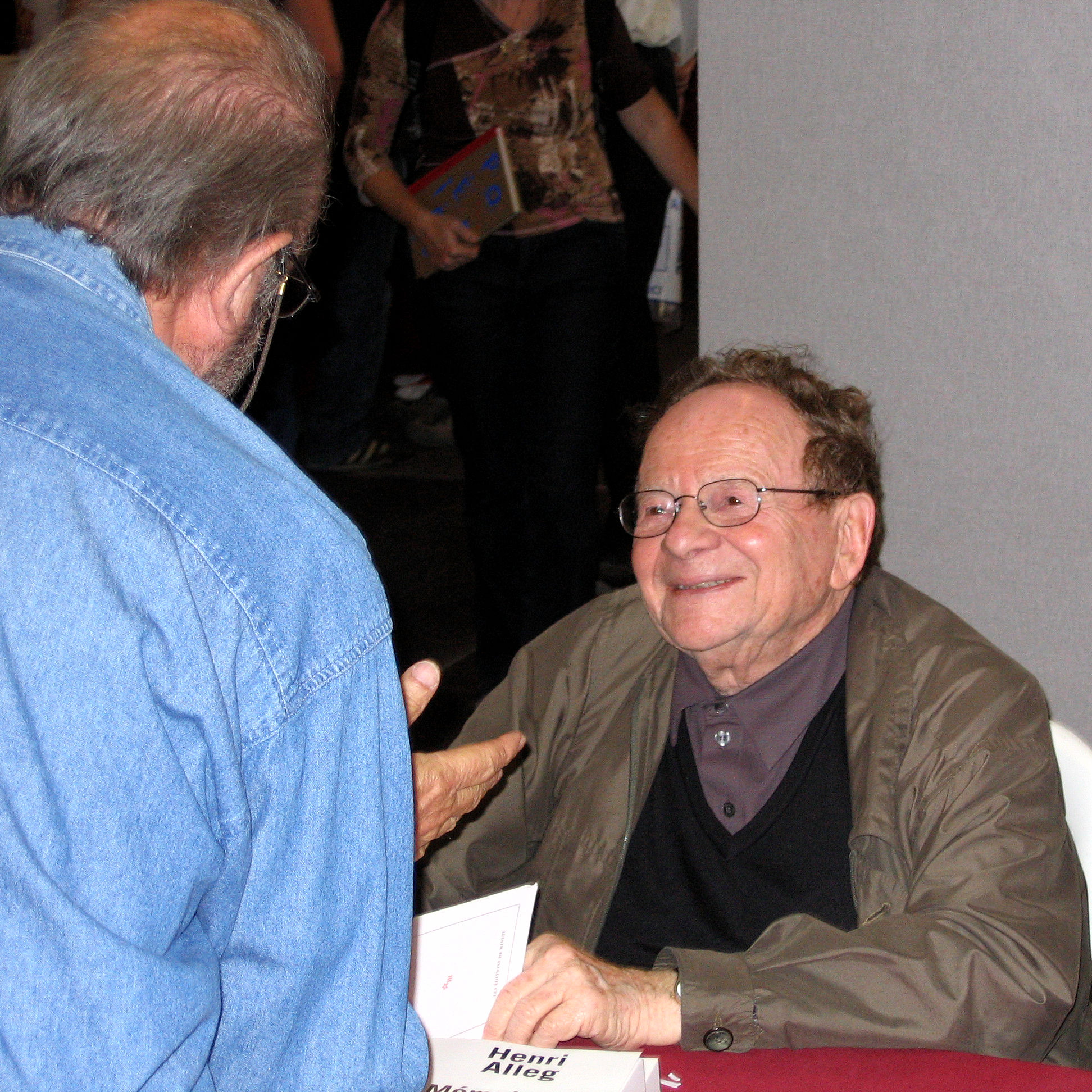
Henri Alleg nel 2008 alla Festa dell'l'Humanité

Direttore del quotidiano Alger Républicain, era membro del Partito Comunista Francese. Dopo che la casa editrice francese Éditions de Minuit pubblicò il suo libro di memorie La Question nel 1958, Alleg ottenne il riconoscimento internazionale grazie alla sua presa di posizione contro la tortura nel contesto della guerra d'Algeria. (1954-1962)

## Biografia
Nato a Londra nel 1921 da madre francese e padre algerino, si trasferisce in Algeria nel 1939, dove appena diciottenne entra in contatto con il Partito Comunista Algerino. Dal 1950 al 1955 lavora come editore al quotidiano Alger Républicain, vicino al Partito e sostenitore delle istanze anticolonialiste e nazionaliste. Nel 1951, Alleg diviene direttore, schierandosi a favore di una stampa libera e democratica e dimostrandosi avverso alla Francia. Il giornale viene dichiarato illegale nel settembre del 1955 dalle autorità francesi a causa della sua linea politica comunista e per le prospettive anticoloniali. Nel novembre del 1956, dopo l'arresto di alcuni colleghi, Alleg entra in clandestinità, continuando a scrivere articoli di stampo indipendentista per il quotidiano comunista francese l'Humanité. Pochi di questi articoli vengono pubblicati, a causa della censura governativa sugli scritti favorevoli all'indipendenza algerina.

### L'arresto
Il 12 giugno 1957, mentre si trova a casa dell'amico Maurice Audin, Alleg viene arrestato dalla 10 divisione paracadutisti francese con l'accusa di aver messo in discussione l'autorità nazionale. Audin, professore di matematica e membro del Partito comunista algerino, era stato arrestato il giorno prima e sarebbe morto in prigionia qualche giorno dopo a causa delle durissime torture.
Alleg viene tenuto prigioniero per un mese a El-Biar, dove viene torturato e subisce un interrogatorio dopo un'iniezione di Penthotal. Viene poi trasferito al campo di Lodi dove resta un mese, poi a Barberousse, la prigione civile di Algeri. Là scrive La question, nascondendo le pagine scritte e inviandole ai suoi avvocati.
Durante la prigionia è sottoposto a vari tipi di tortura fisica e mentale nel tentativo di fargli confessare i nomi di coloro che lo avevano protetto nei mesi precedenti. I "trattamenti" comprendevano elettroshock, bruciature, inalazione forzata di acqua per simulare l'annegamento (una pratica oggi nota come waterboarding), torture con funi e corde. Viene anche sottoposto a iniezioni di sodio penthotal barbiturato, che veniva considerato una sorta di siero della verità. Nonostante l'intensità delle torture dei "paras", Alleg non rivela i nomi di chi lo aveva aiutato in clandestinità. Durante la prigionia, i soldati francesi fanno visita a sua moglie e la interrogano a lungo sulle attività del marito. La donna non è trattata con violenza, ma è trattenuta in stato di arresto nei cinque giorni dell'interrogatorio.
Dopo che i torturatori francesi si rendono conto che Alleg avrebbe preferito morire piuttosto che tradire chi lo nascondeva, lo trasferiscono al campo di Lodi ad Algeri, presso l'ospedale militare Barberousse e la prigione. L'uomo scrive una lettera alla moglie che conferma la sua presenza al campo Lodi. Qui Alleg scrive e contrabbanda fuori un resoconto del suo calvario, intitolato La domanda. Le sue dichiarazioni sui maltrattamenti sono stampate su L'Humanité alla fine di luglio; tuttavia, il pubblico rimane all'oscuro perché la polizia francese sequestra tutto. Poco dopo, nel mese di agosto 1957 Henri invia un resoconto simile delle sue torture dal carcere civile di Algeri agli avvocati e autorità giudiziarie in Algeria. A questo punto ad Algeri, circolano voci sulla stampa algerina circa la sua scomparsa o addirittura la sua morte. Grazie alla sua denuncia Alleg si può presentare davanti a un giudice istruttore, due mesi dopo il suo arresto.

### La Question
Le memorie di Alleg sul tempo trascorso in custodia francese vengono pubblicate da Éditions de Minuit con il titolo di La Question (La Domanda), un gioco di parole che si riferisce sia alla questione della legittimità della tortura sia al fatto che "la domanda" era il termine tecnico utilizzato dal sistema giudiziario francese per indicare la tortura. Al momento la pubblicazione iniziale, il 12 febbraio 1958, il libro non va incontro a nessun tentativo di censura e non evoca nessuna smentita da parte del governo francese. Tuttavia, il Ministero dell'Interno fa censurare i giornali francesi che tentano di commentare o pubblicare estratti del libro di memorie.
Per esempio, nel marzo 1958, nonostante il libro fosse liberamente in vendita da diverse settimane, il governo francese confisca le copie del Observateur per aver pubblicato sezioni del libro di Alleg. Parte di questa situazione è dovuta al fatto che i processi di censura francesi permettevano alla prefettura governo locale di poter leggere i giornali, ma non libri prima della loro pubblicazione.
Nonostante il sequestro di articoli pertinenti al libro, esso diventa un bestseller oggetto di vivace dibattito nella nazione francese. Durante questo periodo, il governo francese sequestra un articolo pubblicato su L'Express, in cui Jean-Paul Sartre delinea le implicazioni del libro di Alleg per la nazione francese. Anche se censurato, questo saggio continua ad essere distribuito clandestinamente e in seguito diviene la prefazione alla traduzione inglese del libro.
Man mano che le voci di torture proliferano e la discussione pubblica assume risvolti sempre più critici, il governo francese vieta La Question, nella speranza di mitigare l'atmosfera politica sempre più tesa della Francia. Agendo su un mandato del tribunale militare che intraprende un'azione legale in relazione al "tentativo di demoralizzazione dell'esercito con l'intenzione di danneggiare la difesa della nazione," le autorità francesi sequestrano le 7 000 copie rimanenti presso la casa editrice Éditions de Minuit il 27 di marzo 1958; tuttavia, non possono intervenire sulle 60 000 copie che sono già state vendute. La Question continua a vendere, clandestinamente o in altro modo, oltre 162 000 copie nella sola Francia entro la fine del 1958.
Dopo il sequestro iniziale, altri editori francesi di sinistra continuano la produzione del libro, anche per tutta la guerra d'Algeria, nonostante il divieto ufficiale. Il giorno del sequestro del libro il governo francese dichiara che l'indagine sulla presunta tortura di Alleg è quasi completa, affermando che nonostante i medici avessero notato cicatrici sui polsi e inguine di M. Alleg, gli ufficiali accusati da Alleg avevano negato le accuse volte contro di loro, perciò il governo francese non si riteneva responsabile.

### Fuga e ritorno in Francia
Alleg scappa dalla prigione e va in Cecoslovacchia. Con gli accordi di Evian nel 1962, Alleg torna in Francia e poi in Algeria. Ha aiutato a ricostruire la Alger Républicain e ha continuato a pubblicare numerosi libri e apparire in diversi documentari. Dichiarato "persona non gradita" in Algeria dopo il colpo di Stato del 1965 di Houari Boumedienne, Alleg si trasferisce di nuovo in Francia, dove vivrà nella regione di Parigi fino alla sua morte avvenuta nel 2013, tre giorni prima del suo novantaduesimo compleanno.

## Opere
- Mémoire algérienne: souvenirs de luttes et d'espérances (2005);
- Grande aventure d'Alger républicain (con Boualem Khalfa e Abdelhamid Benzine, 1987)
- Prisonniers de guerre (1961)
- La Question / The Question (Intro di Jean-Paul Sartre, 1958)
- Requiem pour l'Oncle Sam (1991)
- U.R.S.S. et les juifs (1989)
- Victorieuse Cuba : de la guérilla au socialisme (Prefazione di Boualem Khalfa, 1963)
- Red Star and Green Crescent, (1983)

## Documentario
1983, Una vita per l'Algeria di Raffaello Uboldi e Walter Licastro